# Kara (Togo)
Kara là một thành phố ở phía bắc Togo, thuộc Vùng Kara, cách thủ đô Lomé 413 km về phía bắc. Kara là thủ phủ của vùng Kara và theo điều tra dân số năm 2010, có dân số 94.878 người. Sông Kara chảy qua thành phố và là nguồn nước chính của thành phố. Thành phố phát triển từ những năm 1970 trở đi từ ngôi làng ban đầu được gọi là Lama-Kara. Sự phát triển của nó phần lớn là do ảnh hưởng của nguyên thủ quốc gia Togo trước đây Gnassingbé Eyadéma, người sinh ra ở ngôi làng Pya gần đó và hiểu rõ vị trí chiến lược của Kara tại ngã tư của hai tuyến đường thương mại.

## Lịch sử
Năm 1902, một cây cầu bắc qua sông Kara được người Đức xây dựng, đánh dấu sự khởi đầu của thành phố. Dưới thời tổng thống của Gnassingbé Eyadéma, vào những năm 1970, thành phố phát triển đặc biệt nhờ vai trò tổ chức các sự kiện chính trị.

## Địa lý

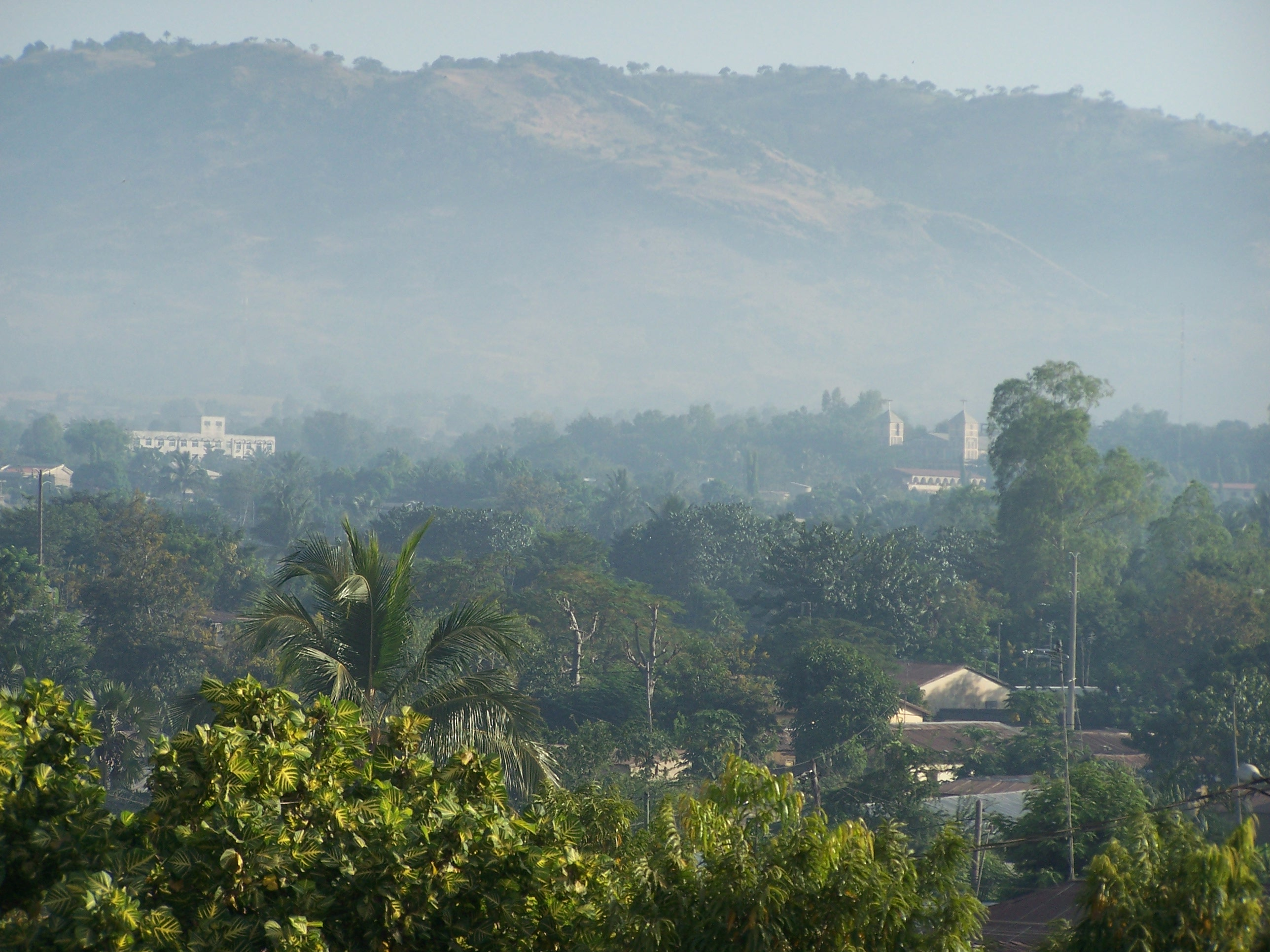
Dãy núi Kabiye, Kara

Thành phố nằm ở mũi phía nam của dãy núi Kabiye phía nam. Kara ở độ cao khoảng 400 mét. Sông Kara chảy qua trung tâm thành phố.
Thành phố nằm trên giao lộ của hai tuyến đường thương mại, con đường chính bắc-nam từ Ouagadougou đến Lomé, và con đường đông-tây từ Bassar đến Djougou và Parakou ở Bénin.

## Kinh tế
Phần lớn dân số phụ thuộc vào nông nghiệp tự cung tự cấp trồng ngô, sắn, khoai mỡ, lúa miến, kê trân châu, lạc, và như một loại cây công nghiệp, bông. Các trang trại vừa và nhỏ sản xuất hầu hết các loại cây lương thực; quy mô trang trại trung bình là một đến ba hecta.

## Vận tải
Thành phố được phục vụ bởi một số tuyến xe buýt quốc tế đến Lomé, Ouagadougou và Niamey, bao gồm Eltrab, LK, Adji và Rakieta. Sân bay quốc tế Niamtougou, nằm cách Kara 40 km về phía bắc, đang được phát triển.

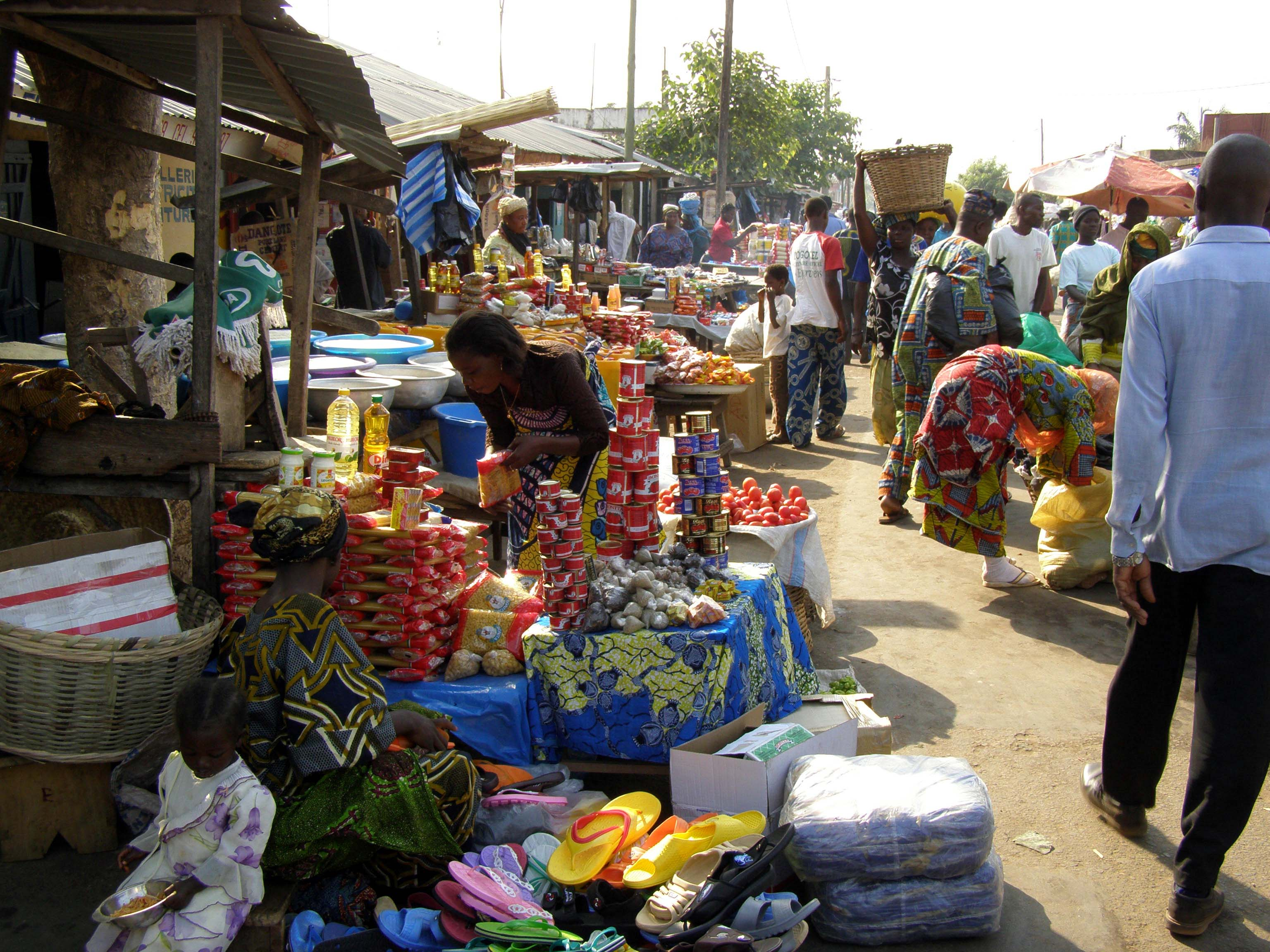
Chợ Kara

## Năng lượng
Compagnie d'Énergie Eléctrique du Togo đã báo cáo vào năm 2001 rằng Ghana đã cung cấp cho thành phố 0,520 TWh điện.

## Giáo dục
Năm 1996, tỷ lệ nhập học tiểu học là 81,3%. Hệ thống giáo dục thiếu giáo viên, chất lượng giáo dục kém ở khu vực nông thôn, tỷ lệ lưu ban và bỏ học cao.
Trường đại học quốc gia thứ hai được thành lập tại Kara vào năm 2004. Đại học Kara nằm ở rìa phía nam của thành phố.

## Ngôn ngữ
Giống như hầu hết các thành phố châu Phi, Kara đa ngôn ngữ. Ngoài tiếng Pháp, ngôn ngữ chính thức của Togo, ngôn ngữ chính là tiếng Kabiye, nhưng người ta cũng thường nghe thấy tiếng Tem, Hausa, Yoruba và Igbo ở chợ chính. Những cư dân từng sống ở phía nam Togo có thể có một số kiến thức về Ewe.

## Văn hóa
Tháng 7 hàng năm, một giải đấu vật truyền thống diễn ra trong và xung quanh Kara. Đây là bước đầu tiên trong nghi thức nhập môn của nam giới Kabiye khi trưởng thành. Các giải đấu được tổ chức theo khu phố, theo làng và theo bang. Theo truyền thống, Nguyên thủ quốc gia tham dự trận chung kết.

## Kiến trúc
Thành phố có một số tòa nhà mang tính kiến trúc, chẳng hạn như Tòa nhà Quốc hội và Nhà thờ St Peter và St Paul. Nó cũng có nhiều khách sạn, bao gồm Hôtel Kara, Hôtel de l'Union, Hôtel de la Concorde.

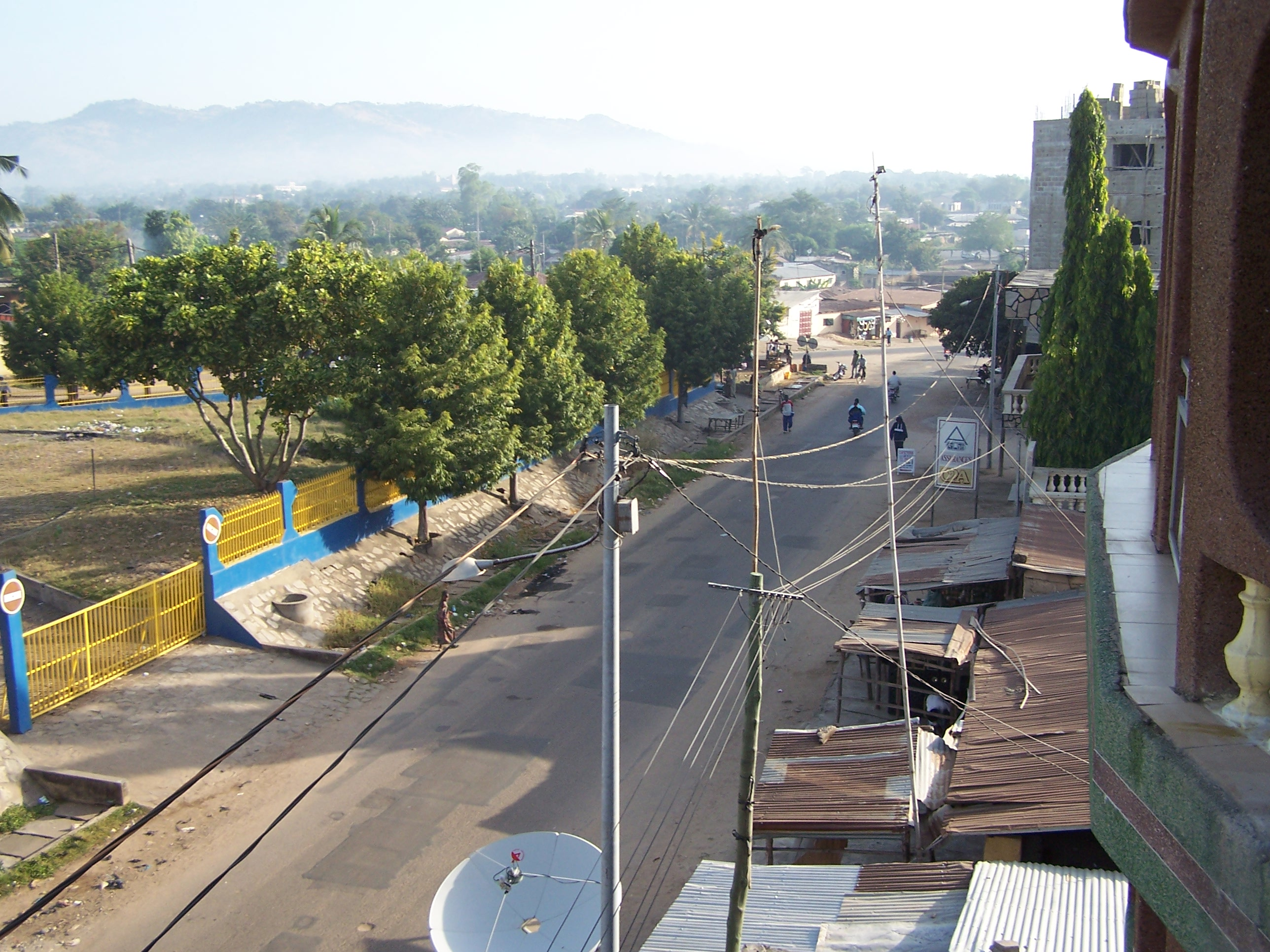
Kara, Togo

## Những nơi thờ tự
Nơi thờ phượng chủ yếu là các nhà thờ Cơ đốc giáo: Giáo phận Công giáo La mã Kara (Nhà thờ Công giáo), Nhà thờ Tin lành Trưởng lão Togo (Sự hiệp thông của các Giáo hội Cải cách Thế giới), Hội nghị Báp-tít Togo (Liên minh Thế giới Báp-tít), Nhà thờ Đức tin Sống trên Toàn cầu, Nhà thờ Cơ đốc giáo Cứu chuộc của Đức Chúa Trời , Hội chúng của Đức Chúa Trời. Nhiều cư dân theo đạo Hồi, vì vậy cũng có rất nhiều nhà thờ Hồi giáo.

## Cư dân đáng chú ý
- Gnassingbé Eyadéma Tổng thống Togo từ năm 1967 cho đến khi ông qua đời năm 2005.

## Liên kết ngoại
- MalariaNIMBY.org Malaria Not In My Back Yard, a non-profit organization to eradicate malaria, (paludisme) in this city.